# Zamarada latilimbata
Zamarada latilimbata là một loài bướm đêm trong họ Geometridae.